# Jaime III de Mallorca
Jaime III de Mallorca, conocido como «el Temerario» (Catania, Sicilia, 1315-Llucmajor, Mallorca, 1349), fue rey de Mallorca, conde de Rosellón y de la Cerdaña y señor de Montpellier (1324-1349).

## Familia y descendencia
Hijo del Infante Fernando de Mallorca —a su vez hijo de Jaime II— y de Isabel de Sabran, condesa de Matagrifó. No llegó a conocer a su padre, muerto en la batalla de Manolada (Grecia) en 1316.
Contrajo su primer matrimonio con Constanza de Aragón y Entenza, hermana de Pedro IV «el Ceremonioso» e hija de Alfonso IV «el Benigno», rey de Aragón. Fruto de ese matrimonio nacieron dos hijos:
- Jaime IV de Mallorca.
- Infanta Isabel de Mallorca, que posteriormente pasó a ser reina titular de Mallorca.

A la muerte de su primera mujer (1346) contrajo matrimonio con Violante de Vilaragut, con la que tuvo una hija, Esclaramunda, que murió en la infancia.

## Herencia y reinado
A los nueve años es designado rey por su tío Sancho, que no tenía hijos, y para administrar el reino durante su minoría de edad se forma un consejo de regencia, que nombrará tutor al infante Felipe, hermano del difunto rey Sancho.
La situación es difícil, puesto que el rey de Aragón, Jaime II «el Justo», no ceja en su reclamación de reversión del trono mallorquín. El consejo de regencia consigue que, en 1325, el rey de Aragón renuncie a reclamar los derechos de sucesión al trono mallorquín, tras la condonación de la gran deuda que Jaime adquirió con el rey Sancho, con motivo de la conquista por parte de aquel de Cerdeña. Este hecho, aunque despejó el problema sucesorio, sumió al reino en una importante crisis financiera.
Cuando en 1335 es declarado mayor de edad y asume la corona, se encuentra con un reino despoblado y arruinado, en parte por las condiciones impuestas por Jaime II, y en parte debido a la epidemia del año 1331 y la posterior del año 1333, que obligaron a importar trigo y asumir grandes gastos financieros y militares.
Durante su reinado se crea el Consulado del Mar de Mallorca (1326) y se redactan las Leyes Palatinas (1337) con el propósito de reorganizar los servicios de la Corte y los organismos políticos y financieros del reino.
Jaime se vio obligado a desarrollar una política seguidista respecto de la de Aragón. Así, se vio obligado a participar en la guerra con Génova (1329-1336), lo que se tradujo en pérdida de mercados para el reino. Fue necesario volver a recurrir a nuevos impuestos y multas a la comunidad judía, lo que, sin embargo, no fue suficiente para superar la crisis financiera. Los problemas del reino parecían no tener fin, puesto que en 1341 Pedro IV «el Ceremonioso» de Aragón abre proceso a Jaime III para arrebatarle el reino de Mallorca. El proceso, manejado por el rey Pedro, concluye en 1343 condenando a Jaime III a la confiscación de todos sus bienes. En mayo de ese año, Pedro IV conquista Mallorca, en 1345 el Rosellón y la Cerdaña.
En 1349 Jaime III vende el señorío de Montpellier y demás posesiones de Occitania al rey Felipe VI de Francia, y posteriormente desembarca en Mallorca para intentar recuperar el reino, pero es derrotado y muerto en la batalla de Llucmajor (25 de octubre de 1349), donde también es herido y hecho prisionero su hijo Jaime. Con su muerte desaparecieron los reyes privativos de Mallorca. El reino de Mallorca pasó a tener como soberanos a los reyes de Aragón.

## Sepultura
Después de su muerte, los restos de Jaime III fueron sepultados en la catedral de Valencia por orden expresa de Pedro IV, que quería evitar que sus partidarios mallorquines pudieran rendirle homenaje. En 1905 los restos del rey fueron devueltos a la isla de Mallorca por la intervención personal de Alfonso XIII, quien dispuso que los restos del monarca fueran escoltados con todos los honores, y transportados hasta la isla a bordo de la fragata «Yáñez Pinzón».
Sus restos reposan actualmente, desde el año 1947, en un sepulcro de piedra de alabastro de estilo neogótico, en la capilla de la Trinidad de la catedral de Palma de Mallorca, en compañía de los restos de su abuelo, el rey Jaime II de Mallorca, que se halla en otro sepulcro situado enfrente, en ambos lados de la capilla. Ambos sepulcros son obra del artista catalán Frederic Marès.